# Луиз Густаво
Луиз Густаво Дијас (порт. Luiz Gustavo Dias; 23. јул 1987) бразилски је фудбалер који игра на месту задњег везног играча. Такође може играти на позицијама штопера и левог бека. Тренутно наступа за Сао Пауло.
Од 2007. до 2017. наступао је у Немачкој за три клуба: Хофенхајм, Бајерн Минхен и Волфсбург. Укупно је одиграо 245 утакмица и постигао 15 голова у немачкој Бундеслиги. За то време је освојио шест трофеја међу којима је и Лига шампиона у сезони 2012/13. с минхенским Бајерном.
Деби за селекцију Бразила имао је 2011. Од тада је за Бразил наступио преко четрдесет пута постигавши притом два гола. Био је део репрезентације која је освојила Куп конфедерација 2013. и завршила четврта на Светском првенству 2014.

## Клупска каријера

### Почетак
Густаво је рођен у Пиндамонјангаби у савезној држави Сао Пауло у Бразилу. Сениорску каријеру је почео у Коринтијансу Алагоано. Августа 2007. позајмљен је немачком клубу Хофенхајму, који се тада налазио у Другој Бундеслиги. Дана 1. априла 2008. Хофенхајм је званично довео Густава. За тај клуб је наступао укупно две и по сезоне у Бундеслиги пошто је Хофенхајм раније успео да се пласира у виши ранг.

### Бајерн Минхен
Дана 3. јануара 2011. Густаво је потписао за Бајерн из Минхена. Укупна вредност трансфера била је између 15 и 20 милиона евра. Дванаест дана касније је одиграо своју прву утакмицу за Баварце; ушао је у другом полувремену утакмице која је на крају завршена с резултатом 1 : 1 против Волфсбурга. Први гол за нови клуб постигао је 26. фебруара. Тај гол је био изједначујући у поразу од Борусије Дортмунд (1 : 3).
Следеће сезоне (2011/12) одиграо је укупно 46 мечева. Те сезоне Бајерн је завршио на другом месту у сва три такмичења у којем је учествовао. Једини гол те године постигао је 13. августа — победнички гол против Волфсбурга у првенству. Дана 12. маја 2012. Густаво је био у постави Бавараца која се нашла у финалу Купа Немачке. Касније, на полувремену, заменио га је Томас Милер. Бајерн је на крају поражен резултатом 5 : 2 од Дортмунда. Густаво није играо у финалу Лиге шампиона 2011/12. (где је Бајерн био поражен од Челсија у пенал-серији) иако је играо у другој утакмици полуфинала против Реал Мадрида.
Сезону 2012/13. почео је на утакмици против Борусије у победи Бавараца од 2 : 1 у Суперкупу Немачке 12. августа. Дао је четири гола на 22 меча у Бундеслиги, а те сезоне Бајерн је освојио и титулу. Исте сезоне је освојена и Лига шампиона на Вемблију. Густаво је заменио у завршним минутима Франка Риберија. Резултат финала је на крају био 2 : 1 на страни клуба из Минхена.

### Волфсбург
Половином августа 2013. у медијима су се појавиле информације да ће се Густаво придружити Волфсбургу. Потписао је уговор с тим клубом до 2018. Први наступ за Вукове имао је већ следећег дана у победи над Шалкеом 4 : 0 на Фолксваген арени. Недељу дана касније искључен је с утакмице у поразу од Мајнца с 0 : 2. Опет је добио црвени картон након што му је пређашња суспензија истекла — на утакмици против Бајера из Леверкузена (1 : 3 за Бајер). На крају је за Волфсбург дао четири гола на 29 утакмица. Волфсбург је у лиги завршио на петом месту. Трећи црвени картон је добио 19. априла 2014. против Хамбургера (3 : 1 за Волфсбург).
Другу сезону у Волфсбургу почео је постигавши четири гола на пет утакмица. Волфбург је те сезоне освојио Куп Немачке. Свој први гол те сезоне дао је у победи од 4 : 1 против Хајденхајма у другом колу 29. октобра. Следећи гол дао је у победи од 4 : 0 над Арминијом Билефелд у полуфиналу одиграним 29. априла 2015. Тридесетог маја дао је гол Дортмунду у финалу Купа Немачке, који је Волфсбург добио резултатом 3 : 1 што је уједно била и прва титула тог клуба у Купу Немачке.
Дана 29. априла 2017. Густаво је искључен с утакмице по осми пут у својој каријери у поразу од 6 : 0 против свог бившег клуба Бајерна. Дели прво место с Јенсом Новотнијем за највише добијених црвених картона у историји Бундеслиге. Судија Феликс Цвајер показао је црвени картон Густаву у 78. минуту утакмице након што је добио други жути картон пошто је фаулирао Рената Саншеса. На крају су Густава с терена извели његови саиграчи јер није прихватио одлуку арбитра да напусти терен. Такође му је и саркастично аплаудирао.

### Олимпик Марсељ
Дана 4. јула 2017. Густаво је напустио Немачку у којој је провео целу деценију. Потписао је за француски Олимпик Марсељ у трансферу вредном 8 милиона евра. Уговор је потписан на четири године. Деби је имао 23 дана касније у победи на домаћем стадиону против Остендеа (4 : 2) у трећем колу квалификација Лиге Европе.
Први наступ у Првој лиги Француске имао је 6. августа. Био је стартер против Дижона у победи од 3 : 0. Првог октобра постигао је свој први гол за Марсељ и то Ници у победи од 4 : 2. На истој утакмици је касније искључен због оштрог старта над Пјером Лисом Мелуом. Вратио се на терен три недеље касније када је дао погодак у ремију (2 : 2) против Пари Сен Жермена на Велодрому.
У Лиги Европе 2017/18. за Марсељ је одиграо све утакмице. Тада је његов клуб дошао до финала, али је изгубио од Атлетико Мадрида с резултатом 3 : 0 у Лиону. Укупно је у првој сезони у Француској одиграо 56 утакмица. Такође је изабран за члана идеалне екипе Прве лиге Француске.

### Фенербахче
Дана 2. септембра 2019. Густаво је потписао четворогодишњи уговор с турским прволигашем Фенербахчеом.

### Ел Наср
Дана 24. јула 2022. Густаво се придружио саудијском клубу Ел Наср.

### Сао Пауло
За Сао Пауло потписао је уговор пред сезону 2024.

## Каријера у репрезентацији
За селекцију Бразила дебитовао је 10. августа 2011. када је ушао као замена у другом полувремену пријатељске утакмице са Немачком.
Густаво је био део селекције Бразила коју је предводио Луиз Фелипе Сколари на Купу конфедерација 2013. и Светском првенству 2014. Одиграо је свих 90 минута када је Бразил поразио тадашњег првака света Шпанију с резултатом 3 : 0 у финалу на Маракани 30. јуна. Први гол за Бразил постигао је на пријатељској утакмици против Аустралије 7. септембра касније исте године.
Током Мундијала 2014. Густаво је одиграо сваки минут у дресу своје репрезентације све док није искључен у четвртфиналном сусрету с Колумбијом. Међутим, вратио се на терен већ у следећем сусрету. Бразил је на том Светском првенству завшио на четвртом месту. 
Селектор Карлос Дунга је опет позвао Густава да заигра на Копа Америци у Чилеу 2015, премда на крају није ни отишао на такмичење пошто је задобио повреду колена. Уместо њега је заиграо Фред.

## Лични живот
Густаво се изјашњава као католик и као велики верник. 
Запросио је своју девојку Милен 25. децембра 2010. на одмору у Бразилу.
Густаво је једном приликом рекао да му је мајка велики узор у животу пошто је, док је Густаво још био дете, рекла да ће он једног дана постати познати фудбалер. Густавова мајка је преминула док је он имао шеснаест година.

## Статистика

### Клуб
Ажурирано 31. маја 2023.
|                |                              |           | Национално првенство | Национално првенство | Национални куп | Национални куп | Лига куп | Лига куп | Континентално такмичење | Континентално такмичење | Остало | Остало | Укупно | Укупно |
| Клуб           | Ранг                         | Сезона    | Нас.                 | Гол.                 | Нас.           | Гол.           | Нас.     | Гол.     | Нас.                    | Гол.                    | Нас.   | Гол.   | Нас.   | Гол.   |
| -------------- | ---------------------------- | --------- | -------------------- | -------------------- | -------------- | -------------- | -------- | -------- | ----------------------- | ----------------------- | ------ | ------ | ------ | ------ |
| Хофенхајм      | Друга Бундеслига             | 2007/08.  | 27                   | 0                    | 3              | 0              | —        | —        | —                       | —                       | —      | —      | 30     | 0      |
| Хофенхајм      | Бундеслига                   | 2008/09.  | 28                   | 0                    | 1              | 0              | —        | —        | —                       | —                       | —      | —      | 29     | 0      |
| Хофенхајм      | Бундеслига                   | 2009/10.  | 27                   | 0                    | 3              | 0              | —        | —        | —                       | —                       | —      | —      | 30     | 0      |
| Хофенхајм      | Бундеслига                   | 2010/11.  | 17                   | 2                    | 3              | 0              | —        | —        | —                       | —                       | —      | —      | 20     | 2      |
| Хофенхајм      | Укупно                       | Укупно    | 99                   | 2                    | 10             | 0              | —        | —        | —                       | —                       | —      | —      | 109    | 2      |
| Бајерн Минхен  | Бундеслига                   | 2010/11.  | 14                   | 1                    | 2              | 0              | —        | —        | 2                       | 0                       | 0      | 0      | 18     | 1      |
| Бајерн Минхен  | Бундеслига                   | 2011/12.  | 28                   | 1                    | 6              | 0              | —        | —        | 12                      | 0                       | —      | —      | 46     | 1      |
| Бајерн Минхен  | Бундеслига                   | 2012/13.  | 22                   | 4                    | 3              | 0              | —        | —        | 10                      | 0                       | 1      | 0      | 36     | 4      |
| Бајерн Минхен  | Укупно                       | Укупно    | 64                   | 6                    | 11             | 0              | —        | —        | 24                      | 0                       | 1      | 0      | 100    | 6      |
| Волфсбург      | Бундеслига                   | 2013/14.  | 29                   | 4                    | 4              | 0              | —        | —        | —                       | —                       | —      | —      | 33     | 4      |
| Волфсбург      | Бундеслига                   | 2014/15.  | 31                   | 2                    | 5              | 4              | —        | —        | 11                      | 1                       | —      | —      | 47     | 7      |
| Волфсбург      | Бундеслига                   | 2015/16.  | 22                   | 1                    | 1              | 0              | —        | —        | 7                       | 0                       | 0      | 0      | 30     | 1      |
| Волфсбург      | Бундеслига                   | 2016/17.  | 27                   | 0                    | 3              | 0              | —        | —        | —                       | —                       | 2      | 0      | 32     | 0      |
| Волфсбург      | Укупно                       | Укупно    | 109                  | 7                    | 13             | 4              | —        | —        | 18                      | 1                       | 2      | 0      | 142    | 12     |
| Олимпик Марсељ | Прва лига Француске          | 2017/18.  | 34                   | 5                    | 3              | 1              | 1        | 0        | 19                      | 0                       | —      | —      | 57     | 6      |
| Олимпик Марсељ | Прва лига Француске          | 2018/19.  | 30                   | 2                    | 1              | 0              | 1        | 1        | 6                       | 1                       | —      | —      | 38     | 4      |
| Олимпик Марсељ | Прва лига Француске          | 2019/20.  | 3                    | 0                    | 0              | 0              | 0        | 0        | —                       | —                       | —      | —      | 3      | 0      |
| Олимпик Марсељ | Укупно                       | Укупно    | 67                   | 7                    | 4              | 1              | 2        | 1        | 25                      | 1                       | —      | —      | 98     | 10     |
| Фенербахче     | Суперлига Турске             | 2019/20.  | 28                   | 3                    | 4              | 0              | —        | —        | —                       | —                       | —      | —      | 32     | 3      |
| Фенербахче     | Суперлига Турске             | 2020/21.  | 34                   | 1                    | 3              | 0              | —        | —        | —                       | —                       | —      | —      | 37     | 1      |
| Фенербахче     | Суперлига Турске             | 2021/22.  | 22                   | 1                    | 0              | 0              | —        | —        | 6                       | 0                       | —      | —      | 28     | 1      |
| Фенербахче     | Укупно                       | Укупно    | 84                   | 5                    | 7              | 0              | —        | —        | 6                       | 0                       | —      | —      | 97     | 5      |
| Ел Наср        | Саудијска професионална лига | 2022/23.  | 29                   | 5                    | 2              | 0              | —        | —        | —                       | —                       | 1      | 0      | 32     | 5      |
| Свеукупно      | Свеукупно                    | Свеукупно | 453                  | 32                   | 48             | 5              | 2        | 1        | 73                      | 2                       | 4      | 0      | 568    | 40     |

### Репрезентација
Ажурирано 2. септембра 2017.
| Репрезентација | Год.   | Нас. | Гол. |
| -------------- | ------ | ---- | ---- |
| Бразил         | 2011.  | 2    | 0    |
| Бразил         | 2012.  | 0    | 0    |
| Бразил         | 2013.  | 14   | 1    |
| Бразил         | 2014.  | 15   | 0    |
| Бразил         | 2015.  | 7    | 1    |
| Бразил         | 2016.  | 3    | 0    |
| Укупно         | Укупно | 41   | 2    |

### Голови за репрезеннтацију
Голови Бразила су наведени на првом месту. Колона „гол” означава резултат на утакмици након Густавовог гола.
| Бр. | Датум              | Стадион                                 | Противник  | Гол   | Резултат | Такмичење            |
| --- | ------------------ | --------------------------------------- | ---------- | ----- | -------- | -------------------- |
| 1.  | 7. септембар 2013. | Стадион Мане Гаринча, Бразилија, Бразил | Аустралија | 1 : 0 | 6 : 0    | Пријатељска утакмица |
| 2.  | 26. март 2015.     | Стад де Франс, Сен Дени, Француска      | Француска  | 3 : 1 | 3 : 1    | Пријатељска утакмица |

## Успеси

### Клупски
Бајерн Минхен
- Бундеслига: 2012/13.
- Куп Немачке: 2012/13.
- Суперкуп Немачке: 2012.
- Лига шампиона: 2012/13.

Волфсбург
- Куп Немачке: 2014/15.
- Суперкуп Немачке: 2015.

Олимпик Марсељ
- УЕФА Лига Европе: друго место 2017/18.[42]

Сао Пауло
- Суперкуп Бразила: 2024.

### Репрезентативни
Бразил
- Куп конфедерација: 2013.

### Појединачни
- Члан идеалне екипе сезоне у УЕФА Лиги Европе: 2017/18.[43]
- Члан идеалне екипе сезоне у Првој лиги Француске: 2017/18.[44]
- Играч месеца у Саудијској професионалној лиги: октобар 2022.
- Члан идеалне екипе сезоне у Саудијској професионалној лиги: 2022/23.[45]